# Лугановський Еммануїл Вікторович
Еммануїл Вікторович Португейс (партійне псевдо Лугановський, 25 лютого 1885, Одеса — 20 червня 1940, Москва) — народний секретар продовольчих справ (1917—1918) заколотницького уряду — Народного секретаріату УНРС.

## Біографія
Член РСДРП з 1902 року. Учасник повстань у Катеринославі та Луганську у 1905—1907 рр. 

У 1917 р. — редактор більшовицького харківської газети «Пролетарий». Виключений з РСДРП(б) за критику Леніна та заклики до збереження єдності з меншовиками. 

З літа 1917 р. — гласний Харківської міської думи, голова міської продовольчої управи.

З грудня 1917 р. — активний учасник більшовицького заколоту проти Української Центральної Ради. Очолював народний секретаріат продовольчих справ.

У 1920 р. став надзвичайним уповноваженим Ради оборони РСФРР з постачання Північного фронту РСЧА.

Впродовж 1928—1937 рр. керував Центральним банком комунального господарства та житлового будівництва СРСР.

Заарештований 16 липня 1938 р. за звинувачення в «контрреволюційній діяльності». Засуджений 19 червня, розстріляний 20 червня 1940 р. Похований у Москві на Донському кладовищі. Реабілітований 25 квітня 1956 року.